# Corgatha sideropasta
Corgatha sideropasta es una especie de Lepidoptera de la familia Erebidae. Se encuentra en  Australia
La polilla adulta de esta especie tiene las alas de color marrón con manchas pálidas en zigzag. La envergadura es de unos 2 cm. 